# Cauchyho rozdělení
Cauchyho rozdělení, nazývané též Cauchyho–Lorentzovo rozdělení po Augustinu Cauchym a Hendriku Lorentzovi, je jedním ze spojitých pravděpodobnostních rozdělení. Jako rozdělení pravděpodobnosti je známo jako Cauchyho rozdělení, zatímco většina fyziků ho zná jako Lorentzovo rozdělení, Lorentzova funkce, Lorentzova křivka nebo Breitovo–Wignerovo rozdělení. Má význam ve fyzice, protože je řešením diferenciální rovnice popisující silnou rezonanci. Ve spektroskopii popisuje rozložení spektrálních čar.

## Charakteristika

### Hustota pravděpodobnosti

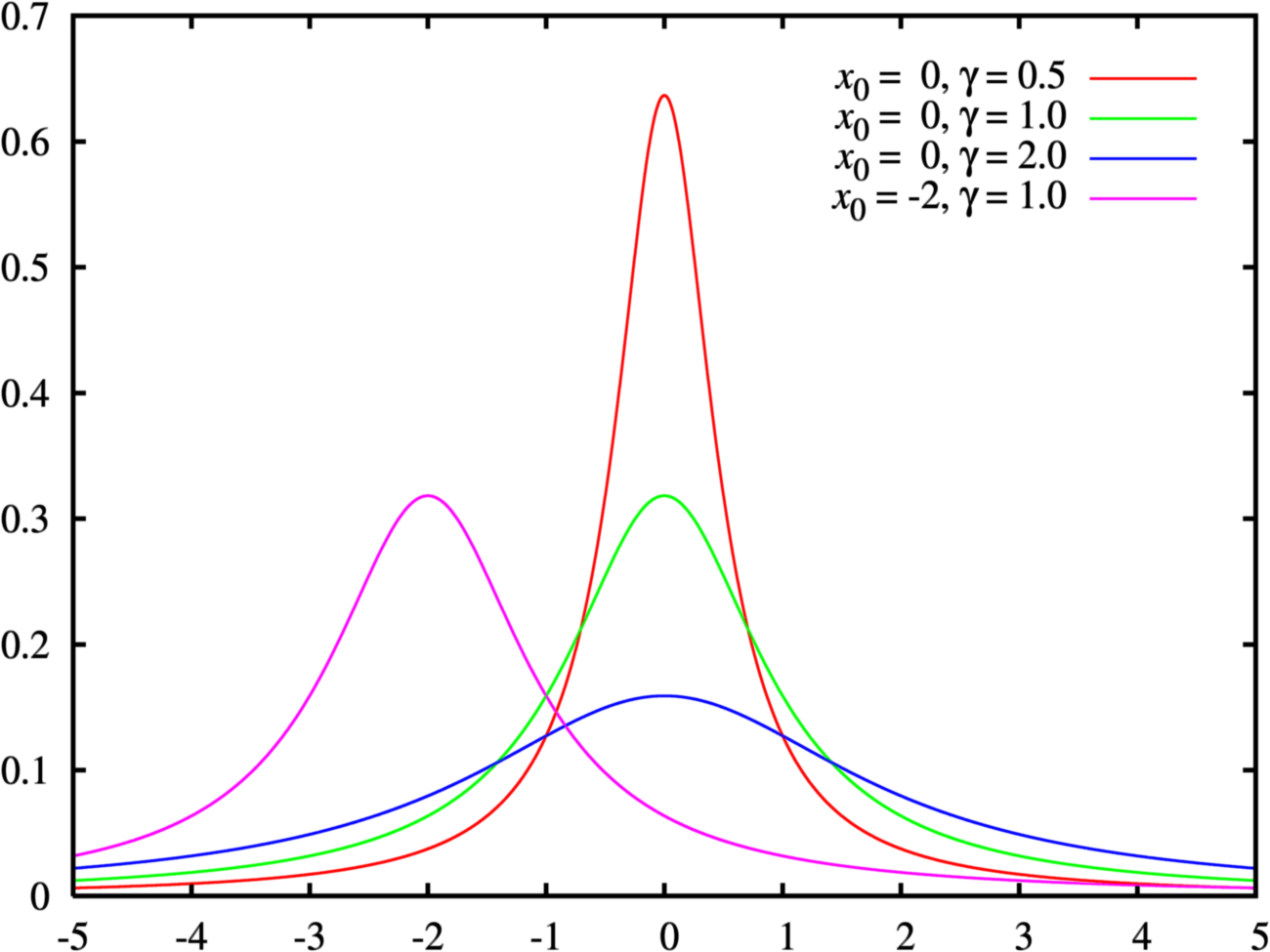
Cauchyho rozdělení. Na obrázku je parametr označen a λ jako γ

Cauchyho rozdělení pravděpodobnosti s parametry a a λ, pro {\displaystyle -\infty <a<\infty } a {\displaystyle \lambda >0}, je definováno hustotou pravděpodobnosti ve tvaru
{\displaystyle {\begin{aligned}f(x;a,\lambda )&={\frac {1}{\pi \lambda \left[1+\left({\frac {x-a}{\lambda }}\right)^{2}\right]}}\\[0.5em]&={1 \over \pi }\left[{\lambda  \over (x-a)^{2}+\lambda ^{2}}\right]\end{aligned}}}
kde a je parametr polohy a λ parametr variability rozdělení.
Zvláštní případ, kdy a=0 a λ=1, se nazývá standardní Cauchyho rozdělení s hustotou pravděpodobnosti vyjádřenou vztahem
{\displaystyle f(x)={\frac {1}{\pi (1+x^{2})}}.}

## Vlastnosti
- modus i medián C. rozdělení se rovnají a.
- Cauchyho rozdělení je příkladem rozdělení, které nemá střední hodnotu ani rozptyl.
- Pokud X1, …, Xn jsou nezávislé stejně rozdělené náhodné veličiny se standardním Cauchyho rozdělením, pak jejich aritmetický průměr (X1 + … + Xn)/n má opět standardní Cauchyho rozdělení.

### Charakteristická funkce
Nechť X značí náhodnou veličinu s Cauchyho rozdělením s parametry a, λ. Jeho Charakteristická funkce je pak rovna:
{\displaystyle \phi _{X}(t;a,\lambda )=\mathrm {E} (e^{i\,X\,t})=\exp(i\,a\,t-\lambda \,|t|)\!}.

## Související rozdělení
- Pokud má náhodná veličina U standardní rovnoměrné rozdělení, má n. v. {\displaystyle X=cotg(\pi U)} standardní Cauchyho rozdělení.

- Standardní Cauchyho rozdělení vzniká jako speciální případ Studentova rozdělení s jedním stupněm volnosti.

- Pokud U a V jsou dvě nezávislé normálně rozdělené náhodné veličiny se střední hodnotou 0 a rozptylem 1, tak jejich podíl U/V má standardní Cauchyho rozdělení.

## Relativistické Breitovo–Wignerovo rozdělení
V jaderné fyzice a částicové fyzice, je energetický profil rezonance popsán relativistickým Breitovým–Wignerovým rozdělením.